# Germán Basualdo
Germán Rodrigo Basualdo (Buenos Aires, 7 de marzo de 1984) es un futbolista argentino que juega como mediocampista en el Nacional de la Primera División de Paraguay .

## Trayectoria
Basualdo inició su carrera como profesional el 5 de julio de 2003 en Nueva Chicago en la derrota de este equipo como local (0-3) ante Banfield. En el año 2004 Nueva Chicago descendió y él permaneció en el club.
En 2006 fue reclutado por Tiro Federal donde jugó regularmente como titular, pero la escuadra -que había ascendido a Primera División aquel año- descendió al finalizar la temporada.
Luego de una Temporada con Gimnasia y Esgrima de La Plata (2006-2007) pasó a las filas de Almirante Brown. Su buena actuación le valió la transferencia al equipo español Pontevedra C. F. en el año 2008.
En el 2009 regresa para Argentina para ponerse la camiseta de Chacarita Juniors y luego es convocado por Claudio Borghi para sumarse a Argentinos Juniors. No participó mucho durante el Apertura 2009, y apenas tuvo mayor presencia en el Clausura 2010, ayudando al club a obtener su primer título en Primera División desde 1985.
En julio de 2012 es cedido a Gimnasia y Esgrima La Plata. Luego de lograr el ascenso a la Primera División con Gimnasia y Esgrima La Plata y sin mucha continuidad en el primer equipo, se incorpora a Almirante Brown, siendo este su segundo paso por esta institución.
Tras un flojo paso por el Aurinegro, regresó a Argentinos Juniors donde jugó hasta 2016.
Actualmente juega en Deportivo Laferrere, de la Primera C.

## Clubes
| Año           | Club                        | País      | Partidos | Goles |
| ------------- | --------------------------- | --------- | -------- | ----- |
| 2002-2005     | Nueva Chicago               | Argentina | 81       | 6     |
| 2005-2006     | Guaraní                     | Paraguay  | 32       | 1     |
| 2006-2007     | Gimnasia y Esgrima La Plata | Argentina | 27       | 0     |
| 2007-2008     | Emelec                      | Ecuador   | 9        | 2     |
| 2008          | Rangers                     | Chile     | 7        | 0     |
| 2009          | Chacarita Juniors           | Argentina | 11       | 0     |
| 2009-2012     | Argentinos Juniors          | Argentina | 64       | 1     |
| 2012-2013     | Gimnasia y Esgrima La Plata | Argentina | 18       | 0     |
| 2013-2014     | Magallanes                  | Chile     | 31       | 0     |
| 2014-2016     | Argentinos Juniors          | Argentina | 14       | 0     |
| 2016-2018     | Audax Italiano              | Chile     | 16       | 0     |
| 2018-presente | Nacional                    | Paraguay  | 60       | 5     |

Actualizado el 1 de diciembre de 2016.

## Palmarés

### Campeonatos nacionales
| Título          | Club               | País      | Año  |
| --------------- | ------------------ | --------- | ---- |
| Torneo Clausura | Argentinos Juniors | Argentina | 2010 |